# Santa Maria d'Aiguafreda
Santa Maria és un església del municipi d'Aiguafreda a la comarca d'Osona inclosa en l'Inventari del Patrimoni Arquitectònic de Catalunya. Va ser dissenyat per l'arquitecte Joan Antoni Cendoya i inaugurat el 1970.

## Descripció
Església de planta rectangular amb teulada a una vessant molt inclinada. La paret lateral dreta forma uns entrants i sortints on s'obren grans finestres amb vitralls. El campanar és de planta triangular, fet de dues parets que es redueixen a mesura que van pujant. A la zona on s'ajunten les parets s'han penjat les campanes, rematades per una creu.
S'hi exposat el Sant Crist d'Aiguafreda, talla de fusta del segle xvi o del xvii.

## Història
L'antiga església datava de 1675 al barri de les Ferreries (l'actual Aiguafreda de Baix), i era sufragània de la parroquia d'Aiguafreda de Dalt. Va esdevenir parròquia el 1968 i va ser enderrocada en època del desarrolismo franquista perquè havia quedat petita. Construïda a una banda de la carretera, pocs metres més enllà de l'antiga.